# 代米茨-图米茨
代米茨-图米茨（德語：Demitz-Thumitz）是德国萨克森州的市镇，隶属于包岑县。总面积为21.09平方千米，截至2023年12月31日总人口为2,667人。